# Melinda Mercado
Melinda Mercado (* 19. März 1990 in Sapulpa, Oklahoma) ist eine US-amerikanische Fußballspielerin, die zuletzt in der Saison 2013 bei den Boston Breakers in der National Women’s Soccer League unter Vertrag stand.

## Karriere

### Verein
Anfang 2012 wurde Mercado vom WPS-Teilnehmer Boston Breakers gedraftet, die Liga wurde jedoch unmittelbar vor Saisonstart aufgelöst. Mercado schloss sich daher für ein Jahr der Mannschaft der Oklahoma Alliance in der WPSL an.
Im Februar 2013 wurde Mercado als sogenannter Free Agent von der Franchise der Western New York Flash verpflichtet, allerdings bereits wenige Tage nach Saisonstart und noch ohne Pflichtspieleinsatz zur neugegründeten NWSL-Franchise der Breakers weitervermittelt. Ihr Ligadebüt gab sie dort am 11. Mai 2013 bei einem Unentschieden gegen Washington Spirit, was zugleich Mercados einziger Saisoneinsatz blieb.

### Nationalmannschaft
Mercado spielte im Jahr 2009 für die US-amerikanische U-20-Nationalmannschaft.